# 集贤镇 (周至县)
集贤镇，是中华人民共和国陕西省西安市周至縣下辖的一个乡镇级行政单位。

## 行政区划
集贤镇下辖以下地区：
集贤社区、西村、北街村、新城村、东村、大曲村、金凤村、殿镇村、赵代村、辛寨村、严家堡村、刘堡村、邵堡村、马滩村、栗新村、兴隆村、金林村、三合村、九龙村和赤峪村。